# مجلة طوابع البريد الأمريكية
مجلة طوابع البريد الأمريكية هي مجلة تصدرها الجمعية الأمريكية لهواة جمع الطوابع، وتُعدّ واحدة من أقدم مجلات هواة جمع الطوابع في العالم التي لا تزال تعمل؛ فقد صدَرَ عددها الأول في يناير 1887.
تُنشر المجلة شهرياً لأعضاء جمعية هواة جمع الطوابع الأمريكية. وتتميز المجلة بمظهر ملون لامع قياسي، وعادةً ما تصدر في حوالي 100 صفحة لكل عدد. وباعتبارها الجهاز الداخلي للجمعية، فتحتوي على أقسام شهرية تغطي أخبار وأنشطة الجمعية البرلمانية الآسيوية للأنشطة العلمية، وعلى عمود الرئيس، وما إلى ذلك. ويتألف جوهر المجلة من 5 إلى 10 مقالات عن موضوعات تتعلق بهواية جمع الطوابع، بدءاً من الموضوعات الفنية للغاية مثل "طوابع أكرا المطبوعة على طوابع ساحل الذهب"، إلى الطوابع والمظاريف الخيالية التي استخدمت كدعائم سينمائية.
تشمل الأقسام المنتظمة الأخرى "The Glassine Surfer"، وهو عمود يستعرض الموارد المتاحة على شبكة الإنترنت لهواة جمع التحف ومراجعات الكتب والإصدارات الجديدة في الولايات المتحدة.
تستقبل المجلة الإعلانات المعروضة والإعلانات المبوبة.

## روابط خارجية
- Early editions of The American Philatelist at archive.org
- Official website